# Java OpenAL
A Java OpenAL (JOAL) egyike a számos csomagoló könyvtárnak, ami lehetővé teszi a Java fejlesztőknek az OpenAL elérését. Ennek segítségével a Java fejlesztők képesek 3D audiót beépíteni az alkalmazásaikba.
A könyvtárat a Sun Microsystems játék technológia csoportja fejlesztette ki, és adta ki BSD licenc alatt. Elérhető a következő operációs rendszerekre: Microsoft Windows, Mac OS X, és Linux. Akárcsak a grafikai megfelelője Java OpenGL (JOGL), a JOAL is a GlueGen segédprogram segítségével készült. Ez a program a C header fájlokból Java osztályokat generál a kötéshez.
A hivatalos  weboldalt a java.net-en törölték 2011. márciusban, de a JOAL projekt továbbra is létezik és él. Elérhető a következő címen: Jogamp.org.

## Külső hivatkozások
- Hivatalos weboldal
- letöltés (2.0-rc2)